# Tribolium uniolae
Tribolium uniolae är en gräsart som först beskrevs av Carl von Linné d.y., och fick sitt nu gällande namn av Stephen Andrew Renvoize. Tribolium uniolae ingår i släktet Tribolium och familjen gräs. Inga underarter finns listade i Catalogue of Life.